# Формули Френеля
Формули Френеля визначають амплітуди й інтенсивність заломленої й відбитої хвилі при проходженні світла через плоску границю
розділу двох середовищ із різними показниками заломлення.
Формули Френеля дійсні в тому випадку, коли межа розділу двох середовищ гладенька, кут відбиття дорівнює куту падіння, а кут заломлення визначається законом Снеліуса. У випадку нерівної поверхні, особливо коли
характерні розміри нерівностей одного порядку з довжиною хвилі велике значення має дифузне відбиття світла на поверхні.
При падінні на плоску границю розрізняють дві поляризації світла.
s-поляризація — це поляризація світла, для якої напруженість електричного поля перпендикулярна площині падіння. p-поляризація — поляризація світла, для якої вектор напруженості електричного поля лежить в площині падіння.
Формули Френеля для s-поляризації й p-поляризації різні. Оскільки світло із різними поляризаціями різним чином відбивається від поверхні, то відбите світло завжди частково поляризоване.

## s-поляризація
{\displaystyle t_{s}={\frac {2n_{1}\cos \theta _{i}}{n_{1}\cos \theta _{i}+n_{2}\cos \theta _{t}}}A_{s},\qquad r_{s}={\frac {n_{1}\cos \theta _{i}-n_{2}\cos \theta _{t}}{n_{1}\cos \theta _{i}+n_{2}\cos \theta _{t}}}A_{s},}
де {\displaystyle \theta _{i}} — кут падіння, {\displaystyle \theta _{t}} — кут заломлення, {\displaystyle n_{1}} — показник заломлення середовища, з якого падає хвиля, {\displaystyle n_{2}} — показник заломлення середовища, в яке хвиля проходить, {\displaystyle A_{s}} — амплітуда хвилі, яка падає на межу розділу, {\displaystyle r_{s}} — амплітуда відбитої хвилі, {\displaystyle t_{s}} — амплітуда замломленої хвилі.
Кути падіння й заломлення зв'язані між собою законом Снеліуса
{\displaystyle {\frac {\sin \theta _{i}}{\sin \theta _{t}}}={\frac {n_{2}}{n_{1}}}}.
Коефіцієнт відбиття
{\displaystyle R_{s}={\frac {|r_{s}|^{2}}{|A_{s}|^{2}}}={\frac {\sin ^{2}(\theta _{i}-\theta _{t})}{\sin ^{2}(\theta _{i}+\theta _{t})}}}
Коефіцієнт проходження
{\displaystyle T_{s}={\frac {|t_{s}|^{2}}{|A_{s}|^{2}}}={\frac {\sin 2\theta _{i}\sin 2\theta _{t}}{\sin ^{2}(\theta _{i}+\theta _{t})}}}
Для нормального падіння
{\displaystyle R_{s}=\left|{\frac {n-1}{n+1}}\right|^{2}},
де {\displaystyle n=n_{2}/n_{1}}.
{\displaystyle T_{s}={\frac {4n}{(n+1)^{2}}}}.

## p-поляризація
{\displaystyle t_{p}={\frac {2n_{1}\cos \theta _{i}}{n_{2}\cos \theta _{i}+n_{1}\cos \theta _{t}}}A_{p},\qquad r_{p}={\frac {n_{2}\cos \theta _{i}-n_{1}\cos \theta _{t}}{n_{2}\cos \theta _{i}+n_{1}\cos \theta _{t}}}A_{p},}
де {\displaystyle A_{p}}, {\displaystyle r_{p}} та {\displaystyle t_{p}} — амплітуди хвилі, яка падає на границю поділу, відбитої хвилі й заломленої
хвилі, відповідно.
Коефіцієнт відбиття
{\displaystyle R_{p}={\frac {|r_{p}|^{2}}{|A_{p}|^{2}}}={\frac {{\text{tg}}^{2}(\theta _{i}-\theta _{t})}{{\text{tg}}^{2}(\theta _{i}+\theta _{t})}}}
Коефіцієнт проходження
{\displaystyle T_{p}={\frac {|t_{p}|^{2}}{|A_{p}|^{2}}}={\frac {\sin 2\theta _{i}\sin 2\theta _{t}}{\sin ^{2}(\theta _{i}+\theta _{t})\cos ^{2}(\theta _{i}-\theta _{t})}}}
При нормальному падінні p-поляризованої хвилі немає.